# 4-氨基萘-1-磺酸
4-氨基萘-1-磺酸是一种有机化合物，化学式为C10H6(SO3H)(NH2)。它是几种氨基萘磺酸中的一种，是同时含有胺和磺酸官能团的萘衍生物。它是一种白色固体，尽管商业样品可能呈灰色。它用于合成偶氮染料，例如酸性红88，在此过程中，该酸的氨基（以盐的形式）被重氮化，然后与上述情况下的β-萘酚偶联。它可由1-氨基萘用硫酸处理制得。